# Московец, Пимен Корнеевич
Пимен Корнеевич Московец (9 сентября 1900, Санжаровка, Екатеринославская губерния — 23 июля 1944) — советский военачальник, военный лётчик-ас, участник Великой Отечественной войны, командир истребительных авиационных дивизий в Великой Отечественной войне, полковник (1943).

## Биография
Родился 9 сентября 1900 года в селе Санжаровка Туркеновской волости Александровского уезда Екатеринославской губернии Российской империи (ныне село Полтавка Гуляйпольского района Днепропетровской области Украины). Украинец.
В Гражданскую войну П. К. Московец 2 марта 1919 года был мобилизован в армию адмирала А. В. Колчака и зачислен рядовым в 5-й Кустанайский полк в городе Кустанай Челябинской губернии. В начале июня полк убыл на фронт, где вошёл в состав Западной армии. В первом же бою 5 июня 1919 года южнее Челябинска Московец перешёл на сторону Красной Армии и поступил добровольно красноармейцем в 145-й Камский стрелковый полк. В составе полка участвовал в боях с колчаковскими войсками на Восточном фронте с 5 июня по 3 декабря 1919 года. В декабре переведён в 18-ю отдельную Сибирскую стрелковую бригаду в город Кустанай. В августе 1920 года бригада была переброшена в район Петрозаводска на границу с Финляндией. В декабре того же года он был зачислен курсантом на 6-е пехотные Петроградские курсы Петроградского военного округа. В марте 1921 года в составе Северной группы участвовал в подавлении Кронштадтского мятежа.
В сентябре 1921 года П. К. Московец был переведён в Объединённую военную школу имени ВЦИК в Москве. По окончании её в сентябре 1923 года направлен в Военно-теоретическую школу ВВС РККА в Петрограде, по прохождению теоретического курса в мае 1925 года переведён во 2-ю военную школу лётчиков имени ОСОАВИАХИМа Московского военного округа в город Борисоглебск. По завершении обучения направлен в Военную школу воздушного боя Московского военного округа в город Серпухов. В сентябре 1927 года окончил эту школу и был назначен в 18-ю разведывательную авиационную эскадрилью в составе 6-й авиабригады ВВС Белорусского военного округа в город Смоленск. В её составе прослужил более 5 лет в должностях младшего и старшего лётчика, командира звена и отряда.
В ноябре 1932 года П. К. Московец был командирован на учёбу в Москву на Курсы усовершенствования командного состава при Военно-воздушной академии РККА им. профессора Н. Е. Жуковского, по окончании которых в мае 1933 года назначен командиром 5-го отдельного корпусного авиаотряда 5-го стрелкового корпуса Белорусского военного округа в городе Бобруйск. Постановлением ЦИК Союза ССР от 01.06.1936 г. «за выдающиеся личные успехи по овладению боевой авиационной техникой и умелое руководство боевой и политической подготовкой военно-воздушных сил РККА» капитан П. К. Московец был награждён орденом «Знак Почёта». С февраля 1937 года командовал 57-й авиационной эскадрильей в составе 453-й истребительной авиабригады ВВС этого же округа в Бобруйске, с сентября был помощником командира 36-го истребительного авиаполка 60-й истребительной авиабригады ВВС Закавказского военного округа. С марта 1940 года командовал 82-м истребительным авиаполком, который начал формирование в составе 60-й истребительной авиабригады ВВС Закавказского военного округа на аэродроме Насосная на основе 4-х эскадрилий 36-го иап и 45-го иап на самолётах И-16.
С июня 1940 года назначен инспектором по технике пилотирования 58-й истребительной авиабригады ВВС Закавказского военного округа. В ноябре 1940 года переведён в ВВС Западного Особого военного округа на должность лётчика-инспектора по технике пилотирования 43-й авиационной дивизии.
С началом Великой Отечественной войны майор П. К. Московец в той же должности участвовал в Приграничном сражении на Западном фронте.
С 9 июля 1941 года командовал 161-м истребительным авиационным полком в составе 10-й смешанной авиационной дивизии ВВС Западного фронта. Участвовал в Смоленском сражении, в оборонительных боях битвы под Москвой. В конце ноября 1941 года полк был передан Северо-Западному фронту, где воевал в составе 57-й смешанной авиационной дивизии ВВС 11-й армии. Полк под его командованием осуществлял прикрытие войск армии и фронта, сопровождение штурмовиков, перехват самолётов противника, штурмовку его войск. Всего за период с начала войны по май 1942 года лётчиками полка было произведено 1255 боевых вылетов, в воздушных боях уничтожено 46 самолётов противника. Лично П. К. Московец произвёл 162 боевых вылета на самолёте Як-1, в том числе на Западном фронте — 81, Северо-Западном фронте — 81; в воздушных боях сбил 7 вражеских самолётов (Me-109 — 2, Ju-88 — 2, Ju-87 — 1, Ме-115-1, Hs-126 — 1). За умелое командование полком и проявленные при этом мужество и героизм он был награждён 2 орденами Ленина (24.2.1942 и 23.12.1942).
С 4 мая по 4 июля 1942 года командовал 126-й истребительной авиационной дивизией ПВО на Карельском фронте. В начале июля 1942 года назначен командиром 274-й истребительной авиационной дивизии ВВС Калининского фронта. В середине января 1943 года переведён в Войска ПВО территории страны и назначен командиром 141-й истребительной авиационной дивизии ПВО Куйбышевского дивизионного района ПВО (с июня 1943 г. в составе Восточного фронта ПВО). 
23 июля 1944 года полковник П. К. Московец погиб в авиационной катастрофе самолёта Як-9.

## Воинские звания
- майор (12.02.1938);
- подполковник (08.12.1941);
- полковник (21.08.1943)

## Награды
- 2 ордена Ленина (23.11.1941; 24.02.1942)[1];
- орден Красного Знамени 13.01.1943[4]
- орден Знак Почёта (1.6.1936)[1];
- Юбилейная медаль «XX лет Рабоче-Крестьянской Красной Армии»[1].